# Olof Palme
Sven Olof Joachim Palme, švedski politik in državnik, * 30. januar 1927, Stockholm, Švedska, † 28. februar 1986, Stockholm, Švedska.
Palme je bil predsednik švedske Socialdemokratske stranke od leta 1969 do 1986, ter predsednik  švedske vlade  v dveh mandatih, od leta 1969 do 1976 in od leta 1982 do 28. februarja 1986.
Bil je vnet govornik; s svojimi socialističnimi nazori in idejami o prerazporeditvi bogastva si je pridobil mnogo sovražnikov med konservativnimi Švedi. Pogosto so ga opisovali kot »revolucionarnega reformista«. Vsaj toliko kontroverzna je bila njegova zunanja politika. Ostro in čustveno je v javnosti kritiziral Združene države Amerike zaradi vietnamske vojne, pa tudi druge režime in dogodke, ki jih je smatral za nepravične - brutalno sovjetsko zatrtje praške pomladi, Francovo vladavino v Španiji, Pinochetovo vladavino v Čilu, apartheid ipd. Aktivno se je zavzemal tudi za zmanjšanje jedrskega oboroževanja.
Pozimi leta 1986 je neznani storilec nanj izvedel atentat, ki je neraziskan še do danes. Ta za Skandinavijo nezaslišan dogodek in njegova javna podoba sta zaslužna, da je Palme še danes eden najbolj znanih Švedov v svetovnem merilu.